# 艾羅爾·弗林
艾羅爾·弗林（英語：Errol Flynn，1909年6月20日—1959年10月14日）全名艾羅爾·萊斯利·湯姆森·弗林（Errol Leslie Thomson Flynn）是澳洲男電影演員、編劇、導演、歌手。在他主演的電影中，較著名的有：《俠盜羅賓漢》（The Adventures of Robin Hood）、《Dodge City》、《The Private Lives of Elizabeth and Essex》、《The Sea Hawk》、《Santa Fe Trail 》、《They Died with Their Boots On 》。

## 早年生活
艾羅爾·弗林的父親西奧多·湯姆森·弗林(Theodore Thomson Flynn)在塔斯曼尼亞大學任教生物學，在1909年是講師，1911年晉升為教授。
艾羅爾·弗林在Sydney Church of England Grammar School讀小學，因為經常打架而且和校內洗衣女工發生性行為（他親自承認）而被趕出校。

### 婚姻及家庭
艾羅爾·弗林有三段婚姻：1931－1942年與莉莉·達米塔(Lili Damita)結婚，育有一子肖恩·弗林；1943－1948年與諾拉·埃丁頓(Nora Eddington)結婚，育有二女；1950－1959年與帕特里斯·懷摩(Patrice Wymore)結婚，育有一女。

### 知名電影
- 羅賓漢冒險記The Adventures of Robin Hood（1938）
- 劍俠唐璜Adventures of Don Juan（1948）

## 外部連結
- 艾羅爾·弗林在互联网电影资料库（IMDb）上的資料（英文）